# Roaring Creek
Roaring Creek är ett vattendrag i Belize. Det ligger i distriktet Cayo, i den centrala delen av landet, 3 km väster om huvudstaden Belmopan.